# オーバーヤン五ノ七
オーバーヤン五ノ七（おーばーやんごのなな）は、ハンガリーで生産されたシャギア・アラブの繁殖牝馬である。日本では長らくアラブ種として取り扱われてきた歴史からアラブ種やアングロアラブとしてその牝系を発展させ、「その牝系を抜きにして日本のアラブ競馬史は語れない」と言わしめるほどの影響力を示した。

## 概要

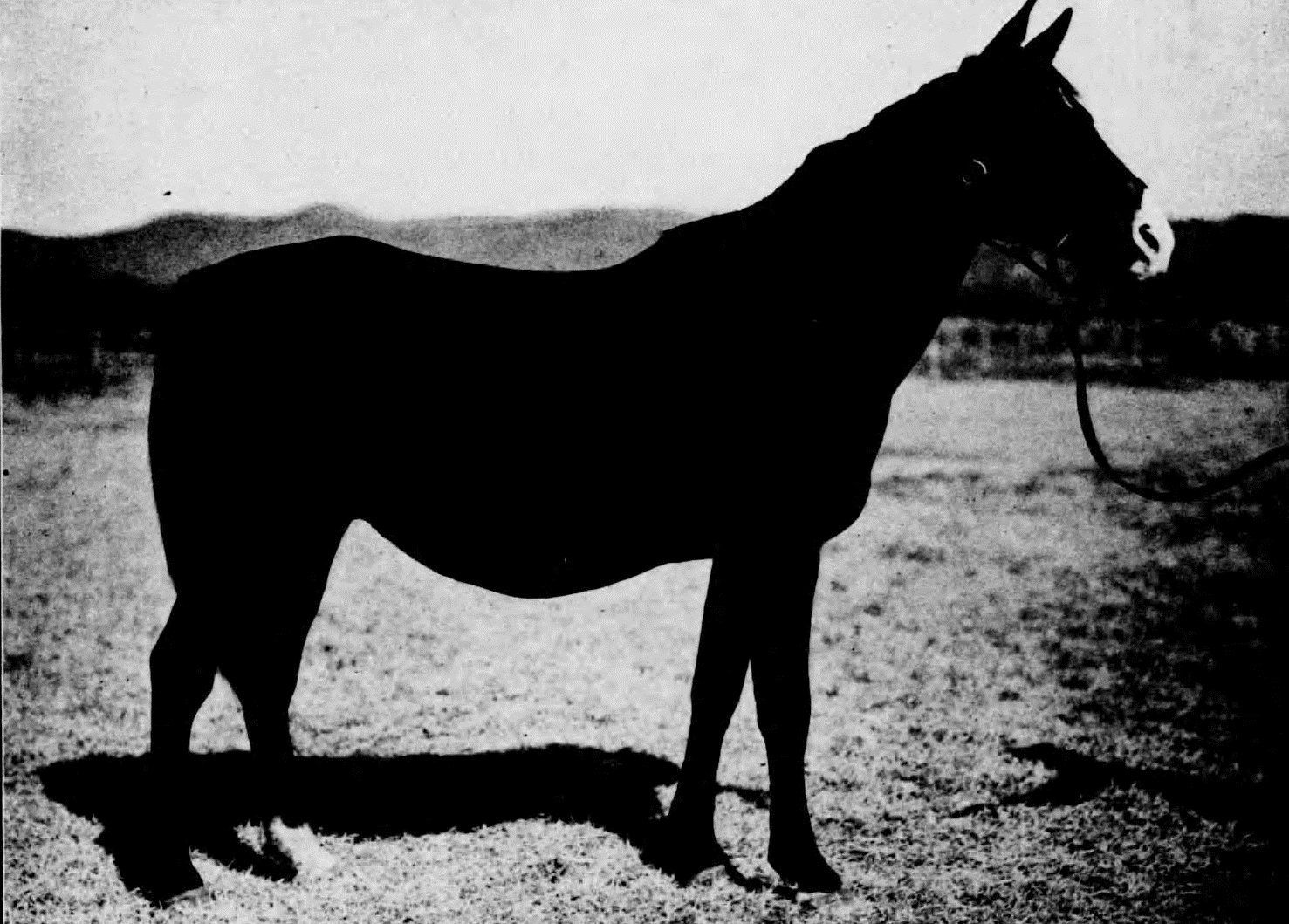
コハイランシー

1911年（明治44年）に日本へ輸入され、青森県八戸市に存在した奥羽種馬牧場に繋養される。明治期におけるアラブ種の輸入はその大半がハンガリー産であり、オーバヤン五ノ七も翌1912年（明治45年/大正元年）に輸入されたコハイランラシード一ノ四らと盛んに交配が行われた。
産駒には10頭以上の牝馬を出しているが、その多くのラインがのちのちまでアングロアラブ競馬を中心に繁栄している。とりわけ優秀だったのがコハイランシー（1918年産・父コハイランラシード一ノ四）の牝系で、その中からはセイユウ・シュンエイ兄弟やタマツバキ記念馬トシヒロ、そして「アラブの魔女」イナリトウザイらの名馬が現れた。そのほか主要な牝系として、コハイランエフ（ムーンリットガール・ウルフケイアイらの祖）、コハイランエツチ（ホクトチハル・ライトオスカーらの祖）、禄盃（ダイニホウシユウ・ニホンカイユーノスらの祖）がある。
また、昭和末期まで十勝種畜牧場で繋養され、内国産アラブ種種牡馬のエイユウ、エイエイ、カゼヒデらの父となった扇泳も、本馬の牝系にエルワルド、ニーフアン、フアヘツドといった輸入アラブ種を掛け合わせたものである。